# 赫倫海峽
赫倫海峽（英語：Heron Passage）是南極洲的海峽，位於南喬治亞群島，處於沃恩島和特里尼蒂島之間，由英國南極名稱諮詢委員會命名，由英國海外領土管轄。